# Elise Blumann
Elise Blumann -cuyo nombre completo era Elise Margot Paula Rudolphina Hulda Blumann- (Parchim, Alemania, 16 de enero de 1897-Nedlands, Australia Occidental, 29 de enero de 1990) fue una artista nacida en Alemania que alcanzó reconocimiento como un pintora expresionista en Australia.
Blumann era la menor de las tres hijas de Paul Schlie, oficial de caballería y funcionario, y su esposa Elfrida. Asistió a la escuela en Hamburgo y en 1914 inició su formación como pintora con Leo Lütgendorff-Leinburg en Lübeck.
Estudió con Max Liebermann y Lovis Corinth en la Academia de las Artes de Prusia de 1916 a 1919. A continuación, Blumann enseñó arte en varias escuelas en Alemania entre 1920 y 1923. En 1921 realizó la primera exposición de su obra en una galería de Hamburgo. El 23 de junio de 1923 contrajo matrimonio con el doctor Arnold Blumann, un rico industrial químico con quien tuvo tres hijos.
Durante los primeros años de matrimonio no exhibió, pese a continuar pintando. En 1934 los negocios del Dr Blumann y su oposición al régimen nazi hicieron que la familia se trasladara a los Países Bajos, de donde pasaron a Gran Bretaña dos años más tarde. El 4 de enero de 1938 llegaron a Fremantle (Australia).  Se establecieron en Nedlands ya que el Dr Blumann fue contratado por una firma de Perth.
Con el comisario artístico de la Galería de Arte de Australia Occidental, Robert Campbell, ayudó a formar el Perth Art Group, un grupo de discusión a través del cual se promovían actitudes e ideas modernas en el arte y su enseñanza.
Pese a ello, en los años cincuenta Blumann se desilusionó con las posibilidades de arte de Australia Occidental y pintó más esporádicamente. Su trabajo comenzó a recibir atención nacional en Australia en 1976, a raíz de una exposición retrospectiva en Perth. Falleció en 1990 a los 93 años de edad.

## Trabajos
- On the Swan, Nedlands (1942)
- Grupo familiar
- Retrato de Keith George (1941)
- Faro de Rottnest y Salt Lake (1947)
- Desnudo de verano (1939)